# Faoug
Faoug est une commune suisse du canton de Vaud, située dans le district de la Broye-Vully. Citée dès le XIIe siècle, elle fait partie du district d'Avenches de 1803 à 2007. Faoug est peuplée de 907 habitants en 2022. Son territoire, d'une surface de 347 hectares, se situe sur la rive sud du lac de Morat.

## Histoire
Le village est plusieurs fois nommé dès le XIIe siècle. On trouve le nom de Fol en 1228, Fo en 1290 et Foz en 1441. Avant la réforme marquée de l'arrivée bernoise au XVIe siècle, Faoug était un village appartenant à l'évêché de Lausanne.
À la fin du XVe siècle, en 1491, les villageois obtiennent la bourgeoisie de Morat qu'ils s'engagent à défendre envers et contre tout à l'exception de l'évêque de Lausanne.
En 1801, les habitants de la commune de Faoug, comme pour les autres communes du district d'Avenches demande à pouvoir quitter le canton de Fribourg pour celui du Léman, qui deviendra par la suite le canton de Vaud.
Le 3 octobre 1802, Faoug fut le théâtre d'une bataille opposant troupe fédéralistes et armée helvétique (qui y subit une défaite) dans le cadre de la guerre des Bâtons.

### Héraldique
| Blason de Faoug | Blason  | Parti d'argent au paon rouant au naturel sur un mont de sinople, et de gueules au hêtre arraché de sinople |
| Blason de Faoug | Détails | Les armoiries de la commune sont présentes sur un document pour la première fois en 1713. Elles sont dites parlantes car le nom de la commune en allemand est Pfauen, ce qui veut dire en français paon. Quant au hêtre, certains étymologistes font dériver une autre origine liée au mot latin fagus qui signifie hêtre. Les armoiries de la commune sont adoptées définitivement et approuvées par le canton de Vaud en 1913. |

## Géographie

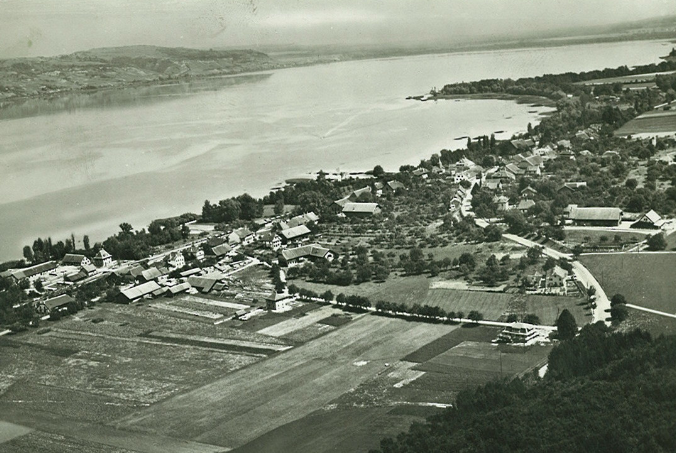
Vue aérienne de Faoug au début du XXe siècle.

Jusqu'à sa dissolution, la commune faisait partie du district d'Avenches. Depuis le 1er janvier 2008, elle fait partie du nouveau district de la Broye-Vully. Elle a des frontières communes avec Avenches ainsi que Courgevaux, Courtepin et Greng dans le canton de Fribourg et Clavaleyres dans le canton de Berne.
Faoug se situe sur la rive sud du lac de Morat, à 4 km au nord-est d'Avenches à mi-chemin de Morat. Le territoire de la commune s'étend des hauts, boisés par le Bois de Mottey et le Bois de Rosset, au lac et à la plaine de la Broye. La commune est délimitée par le ruisseau du Chandon au sud et à l'ouest.
Du XVIIe au XIXe siècle, la commune comporte trente poses de vignes avec au XIXe siècle un entrepôt franc prévu spécifiquement au stockage des produits issus de la viticulture.
En plus du village de Faoug, la commune compte également plusieurs exploitations agricoles dispersées.

## Population

### Gentilé et surnom
Les habitants de la commune se nomment les Faougeois.
Ils sont surnommés les Paons (die Pfaoue en allemand),,.

### Démographie
Faoug compte 907 habitants en 2022. Sa densité de population atteint 263 hab./km2.
En 2000, la population de Faoug est composée de 275 hommes (49,2 %) et 284 femmes (50,8 %). La langue la plus parlée est le français, avec 324 personnes (57 %). La deuxième langue est l'allemand (193 locuteurs ou 34 % de la population). Il y a aussi 18 lusophones (3,2 %). 488 habitants sont de nationalité suisse (85,9 %) et 80 personnes sont étrangères (14,1 %). Sur le plan religieux, la communauté protestante est la plus importante avec 287 personnes (50,5 %), suivie des catholiques (176 habitants ou 31 % de la population). 61 personnes (10,7 %) n'ont aucune appartenance religieuse.
La population de Faoug s'élevait à 426 habitants en 1850, puis 440 habitants en 1900. Après que le nombre d’habitants ait diminué jusqu'à 391 en 1980, un accroissement significatif de la population a été enregistré depuis lors. Le graphique suivant résume l'évolution de la population de Faoug entre 1850 et 2010 :

## Politique
Lors des élections fédérales suisses de 2011, la commune a voté à 22,87 % pour l'Union démocratique du centre. Les deux partis suivants furent le Parti socialiste suisse avec 22,83 % des suffrages et le Parti libéral-radical avec 19,66 %.
Lors des élections cantonales au Grand Conseil de mars 2011, les habitants de la commune ont voté pour le Parti socialiste à 36,45 %, le Parti libéral-radical à 23,16 %, l'Union démocratique du centre à 16,72 %, le Parti bourgeois démocratique et les Vert'libéraux à 12,12 %, les Verts à 11,45 % et Vaud Libre à 0,08 %.
Sur le plan communal, Faoug est dirigé par une municipalité formée de cinq membres et dirigée par un syndic pour l'exécutif et un Conseil communal de 35 membres dirigé par un président et secondé par un secrétaire pour le législatif.

## Économie
Jusqu'au début du XXe siècle, l'économie locale est dominée par l'agriculture. Si des essais de viticulture ont été réalisés depuis le XVIIe siècle, celle-ci a été remplacée au fil du temps par la culture céréalière et l'horticulture. Le village s'est développé dès le XIXe siècle comme centre régional pour le commerce du vin, des céréales et du cheval. Dans la première moitié du XXe siècle, ce sont plusieurs petites entreprises industrielles, y compris une société de mécanique, une briqueterie et une usine de pipes, qui s'installent à Faoug. Enfin, dans les dernières décennies, le village a connu un important développement avec la création de nouvelles zones résidentielles habitées par des personnes travaillant dans les villes voisines d'Avenches et de Morat, voir jusqu'à Berne. La commune est également un lieu de résidences secondaires au bord du lac.

## Monuments
Le domaine Cornaz, situé dans le village de Faoug, ainsi que ses dépendances sont inscrits comme biens culturels suisses d'importance nationale. Les stations littorales de Poudrechat, de la Gare, et du Port sont, quant à elles, inscrites comme biens culturels d'importance régionale dans la liste cantonale dressée en 2009.

## Transports
Au niveau des transports en commun, Faoug fait partie de la communauté tarifaire fribourgeoise Frimobil. Une gare des Chemins de fer fédéraux se trouve dans la commune. Elle est sur la ligne du train régional Payerne-Morat. La commune est aussi desservie par les bus sur appel PubliCar, qui sont un service de CarPostal. Du printemps à l'automne, le débarcadère de Faoug est desservi par la ligne du Lac de Morat de la Société de navigation sur les lacs de Neuchâtel et Morat (LNM). Le débarcadère a été reconstruit en 2005 après 35 ans sans être exploité. L’autoroute A1, dont les sorties les plus proches sont Avenches, à l'ouest, et Morat, à l'est, passe sur le territoire de la commune.

## Sources
- (de) Cet article est partiellement ou en totalité issu de l’article de Wikipédia en allemand intitulé « Faoug » (voir la liste des auteurs).